# Syväjärvi (sjö i Finland, Lappland, lat 66,92, long 25,65)
Syväjärvi är en sjö i Finland. Den ligger i kommunen Rovaniemi i landskapet Lappland, i den norra delen av landet, 700 km norr om huvudstaden Helsingfors. Syväjärvi ligger 172,9 meter över havet. Arean är 33,5 hektar och strandlinjen är 2,62 kilometer lång. Sjön  ingår i Kemi älvs huvudavrinningsområde. 